# Els anys llum
Els anys llum (títol original en francès: Les Années lumière) és una pel·lícula del 1981 dirigida per Alain Tanner. Explica la història d'un jove que coneix un vell que diu que els ocells li van ensenyar a volar i que està construint una màquina voladora. Està basat en una novel·la de Daniel Odier. Ha estat doblada al català.

## Argument
Jonah és un jove cambrer de 25 anys que treballa en un bar d'Irlanda, on coneix Poliakov, un vell estrany. Li deixa un llibre. Poc després, Jonas deixa la seva feina i va a unir-se a Poliakov que viu en un garatge de cotxes abandonat. Jonas es sotmetrà a una mena de ritu d'iniciació per tal de descobrir el secret del vell.

## Repartiment
- Trevor Howard com a Yoshka Poliakeff
- Mick Ford com a Jonah
- Bernice Stegers com a Betty
- Henri Virlojeux com a advocat
- Gerard Mannix Flynn com a noi borratxo (com a Mannix Flynn)
- Don Foley com a propietari del cafè
- Gabrielle Keenan com noia a Village Dance
- John Murphy com a home al bar
- Jerry O'Brien com a propietari del bar
- Joe Pilkington com a Thomas
- Louis Samier com a camioner
- Odile Schmitt com a ballarina
- Vincent Smith com a policia

## Producció
Encara que va ser filmada en anglès i rodada a Irlanda, va ser realitzat per un director suís i produït per companyies de França i Suïssa. La pel·lícula va guanyar el Gran Premi al 34è Festival Internacional de Cinema de Canes.